# Magdalena (partido)
Pour les articles homonymes, voir Magdalena.
Magdalena est un partido de la province de Buenos Aires, en Argentine, fondée en 1731 dont la capitale est Magdalena.

## Villes et localités
- General Mansilla
- Magdalena, chef-lieu